# Привольный (Кавказский район)
Привольный — хутор в Кавказском районе Краснодарского края.
Административный центр Привольного сельского поселения.

## География
Хутор расположен на берегу реки Челбас в 19 к северу от Кропоткина.

### Улицы
| - пер. Лучина, - ул. Восточная, - ул. Западная, - ул. Заречная, - ул. Мира, - ул. Молодёжная, | - ул. Набережная, - ул. Октябрьская, - ул. Полевая, - ул. Садовая, - ул. Советская. |

## Население
| 2002 | 2010 |
| ---- | ---- |
| 702  | ↗769 |